# Raïon de Hantsavitchy
Le raïon de Hantsavitchy (en biélorusse : Ганцавіцкі раён, Hantsavitski raïon) ou raïon de Gantsevitchi (en russe : Ганцевичский район, Gantsevitchski raïon) est une subdivision de la voblast de Brest, en Biélorussie. Son centre administratif est la ville de Hantsavitchy.

## Géographie
Le raïon couvre une superficie de 1 709,58 km2, dans le sud de la voblast. Le raïon de Hantsavitchy est limité au nord par le raïon de Liakhavitchy et la voblast de Minsk (raïon de Kletsk), à l'est par le raïon de Salihorsk, au sud par le raïon de Louninets et le raïon de Pinsk, et à l'ouest par le raïon d'Ivatsevitchy.

## Histoire
Le raïon de Hantsavitchy fut établi le 15 janvier 1940 comme subdivision de la nouvelle voblast de Pinsk, créée le 4 décembre 1939 sur le territoire de la partie orientale de la Pologne annexée par l'Union soviétique. Après la suppression de la voblast de Pinsk, en 1954,  il fut rattaché à la voblast de Brest.

## Population

### Démographie
Les résultats des recensements (*) depuis 1959 montrent une augmentation de la population jusque dans les années 1980, puis une stabilisation et enfin une diminution rapide dans les premières années du XXIe siècle.
| 1959*  | 1970*  | 1979*  | 1989*  | 1999*  | 2009*  |
| ------ | ------ | ------ | ------ | ------ | ------ |
| 32 927 | 35 258 | 36 355 | 37 887 | 36 613 | 31 170 |

### Nationalités
Selon les résultats du recensement de 2009, la population du raïon se composait de trois nationalités principales :
- 95,6 % de Biélorusses ;
- 2,18 % de Russes ;
- 1,17 % de Polonais.

### Langues
En 2009, la langue maternelle était le biélorusse pour 90,5 % des habitants du raïon de Hantsavitchy et le russe pour 8,5 %. Le biélorusse était parlé à la maison par 73,6 % de la population et le russe par 23,4 %.